# A könyvmoly
A könyvmoly (Der Bücherwurm) Carl Spitzweg (1808–1895) müncheni festő egyik leghíresebb alkotása.

## Leírás
Az 1850 körül készült festmény egy bibliofil férfit, vagyis köznyelvi szóval könyvmolyt ábrázol, aki egy könyvtárban létrán áll.
A könyvtár a 18. század második felére jellemző: a kötetek tudományterület szerint vannak elrendezve. Ezt a könyvtári rendszert a göttingeni egyetemi könyvtár vezette be 1737-ben.
A jelenetet fénysugár világítja meg, amely minden valószínűség szerint egy nyíláson át besütő nap sugarait jelenti. A könyvmoly koncentráltan olvas egy könyvben, amely a bal kezében van, és amelyet közel tart nyilvánvalóan rövidlátó szeméhez. Jobbjában egy második nyitott könyv található, térde között és bal karja alatt egy-egy további könyv található.
A háttérben további könyvszekrények láthatók, amelyekből néhány kötet hiányzik. Az nem egyértelmű, milyen magasan áll a könyvmoly a létrán, ezzel kapcsolatban csak a bal alsó sarokban található glóbusz ad némi felvilágosítást. A helyiségnek csak egy kis részlete látszik a festményen, így a könyvtár teljes méretét még csak megbecsülni sem tudjuk. Az idős férfi a Metafizika feliratot viselő részlegben áll.
A vászonra festett olajfestmény mérete 49,5 cm × 26,8 cm. A kép a Museum Georg Schäferben található a németországi Schweinfurtban.